# Aglaothorax longipennis
Aglaothorax longipennis is een rechtvleugelig insect uit de familie sabelsprinkhanen (Tettigoniidae). De wetenschappelijke naam van deze soort is voor het eerst geldig gepubliceerd in 1981 door Rentz & Weissman.
1. ↑  (en) Aglaothorax longipennis op de IUCN Red List of Threatened Species.